# پادل آو ماد
پادل آو ماد (به انگلیسی: Puddle of Mudd) تأسیس ۱۹۹۳ از گروه‌های بزرگ سبک موسیقی هارد راک است.
مبدا این گروه در شهر کانزاس سیتی در میزوری است. رهبر گروه وسلی سکنتلین است.
در سال ۲۰۰۳ پال فیلیپس گیتاریست گروه به علت مشکلات داخلی مجبور به ترک گروه شد و به همراه جانی استرانگ (خواننده) گروه جدیدی با نام اوپریتور تشکیل دادند. در سال ۲۰۰۵ گرگ آبچرچ (درامر) تصمیم به ترک گروه گرفت و به تری دورز داون رفت.
با رفتن فیلیپس و آبچرچ از گروه، پادل آو ماد آلبوم جدیدی ضبط نکردند تا اینکه در سال ۲۰۰۷ با آوردن یک گیتاریست و درامر آلبومی با نام Famous را منتشر کردند.
آخرین آلبوم پادل آو ماد با نام ترانه‌هایی در کلید عشق و نفرت در ۸ دسامبر ۲۰۰۹ منتشر شد.

## اعضا
- وزلی اسکنتلین: خواننده - نوازندهٔ گیتار
- داگ آردیتو: نوازندهٔ گیتار بیس
- پاول فیلیپس: نوازندهٔ گیتار
- رایان یردون: نوازندهٔ درامز

## آلبوم‌ها
| نام آلبوم                          | معنی نام                     | سال انتشار |
| ---------------------------------- | ---------------------------- | ---------- |
| ۳. Come Clean                      |                              | ۲۰۰۱       |
| ۴. Life On Display                 |                              | ۲۰۰۳       |
| ۵. Famous                          |                              | ۲۰۰۷       |
| ۶. Songs in the Key of Love & Hate | ترانه‌هایی در کلید عشق و نفرت | ۲۰۰۹       |
| ۷.Welcome to Galvania              | به گالوانیا خوش آمدید        | ۲۰۱۹       |

## تک آهنگ‌ها
| نام تک‌آهنگ                          | سال انتشار |
| ----------------------------------- | ---------- |
| ۱. Control                          | ۲۰۰۱       |
| ۲. Blurry                           | ۲۰۰۲       |
| ۳. Drift And Die                    | ۲۰۰۲       |
| ۴. She Hates Me                     | ۲۰۰۲       |
| ۵. Away From Me                     | ۲۰۰۳       |
| ۶. Heel Over Head                   | ۲۰۰۴       |
| ۷. Spin You Around                  | ۲۰۰۴       |
| ۸. Famous                           | ۲۰۰۷       |
| ۹. Psycho                           | ۲۰۰۷       |
| ۱۰. We Don't Have Too Look Back Now | ۲۰۰۸       |
| ۱۱. Living On Borrowed Time         | ۲۰۰۸       |
| ۱۲. Spaceship                       | ۲۰۰۹       |
| ۱۳. Stoned                          | ۲۰۱۰       |
| ۱۴. Keep it Together                | ۲۰۱۰       |